# La vendimia
El otoño
La vendimia ou El otoño (« La Vendange » ou « L’Automne ») est une peinture réalisée par Francisco de Goya en 1786 et faisant partie de la cinquième série des cartons pour tapisserie destinée à la salle à manger du Prince des Asturies au Palais du Pardo.
Cette peinture est l'une des quatre représentations de chaque saison avec Las floreras (le printemps), La era (l'été) et La nevada (l'hiver).

## Contexte de l'œuvre
Tous les tableaux de la cinquième série sont destinés à la salle à manger du Prince des Asturies, c'est-à-dire de celui qui allait devenir Charles IV et de son épouse Marie Louise de Parme, au palais du Pardo. Le tableau a été peint en automne 1786.
Il fut considéré perdu jusqu'en 1869, lorsque la toile fut découverte dans le sous-sol du Palais royal de Madrid par Gregorio Cruzada Villaamil, et fut remise au musée du Prado en 1870 par les ordonnances du 19 janvier et du 9 février 1870, où elle est exposée dans la salle 94. La toile est citée pour la première fois dans le catalogue du musée du Prado en 1876.
La série était composée de Las floreras, La era, La vendimia, La nevada, El albañil herido, Los pobres en la fuente, El niño del carnero, Niños con perros de presa, Cazador junto a una fuente, Pastor tocando la dulzaina, Riña de gatos, Pájaros volando et La marica en un árbol.

## Analyse
Cette tapisserie devait être disposée au centre d'un mur latéral formant une paire avec Las Floreras. Ces tableaux servaient de modèle aux tisserands pour produire des tapisseries de grand luxe cousins d’or et d’argent.
Pour cette série, Goya aborde un thème de longue tradition dans l'art occidental : celui des quatre saisons. La thématique des saisons était en général la plus appréciée pour le rococo et la tapisserie pour décorer les salles à manger. Mais il y laisse une empreinte propre en convertissant les allégories en scènes bucoliques représentatives de chaque période de l'année. La toile faisait partie d'un ensemble composé des Fleuristes (ou « le Printemps »), du Le Champ (ou « l’Été »), des Vendanges (ou « l’Automne ») et de La Tempête de neige (ou « l’Hiver »). Les vendanges sont prises comme symbole de cette saison.
Goya réemploie ici l’organisation pyramidale néoclassique. Le paysage semble inspiré de la Rioja et de ses scènes de vendanges, bien que le peintre se soit plus probablement inspiré de la ville de Piedrahíta (Ávila)[réf. nécessaire].
La scène principale est au premier plan, et chose rare chez Goya, les protagonistes ne sont pas des gens du peuple. Un homme offre à une femme une grappe de raisin qu’elle accepte. Un enfant à ses pieds tente de s’en saisir. Dominant le triangle, une vendangeuse attend en portant un panier de raisins. Ce dernier est peint à la façon d'une nature morte. En arrière-plan, on observe des vendangeurs au travail et en fond des montagnes et un ciel nuageux. Les couleurs sont lumineuses, et les tons délicats dominent. Malgré des coups de pinceaux rapides, on peut apprécier les détails des vêtements.
La destination de la toile comme modèle de tapisserie imposait des couleurs planes et vives dans des espaces délimités.
Par son calme et sa sérénité la toile contraste avec La Neige.